# 若泽·马里亚·内维斯
若泽·马里亚·佩雷拉·内维斯（葡萄牙語：José Maria Pereira Neves，葡萄牙語發音：[ʒuˈzɛ mɐˈɾiɐ pɨˈɾejɾɐ ˈnɛvɨʃ]，1960年3月28日—）第五任佛得角总统。
2001年，若泽·马里亚·内维斯所屬的佛得角非洲独立党推薦的佩德罗·皮雷斯順利當選維德角總統之後，若泽·马里亚·内维斯就被任命為該國總理。他擔任總理直至2016年。
內維斯代表独立党參選2021年佛得角總統選舉。并成功当选总统。2021年11月9日，内维斯正式就任总统。